# Tjärnar vid Jan i myren
Tjärnar vid Jan i myren este o arie protejată (arie specială de conservare — SAC, sit de importanță comunitară — SCI) din Suedia întinsă pe o suprafață de 4,5 ha, integral pe uscat.

## Localizare
Centrul sitului Tjärnar vid Jan i myren este situat la coordonatele 60°14′33″N 12°53′48″E / 60.2425°N 12.8968°E.

## Înființare
Situl Tjärnar vid Jan i myren a fost declarat sit de importanță comunitară în ianuarie 2002 pentru a proteja 1 specie de animale. Situl a fost protejat și ca arie specială de conservare în martie 2011.

## Biodiversitate
Situată în ecoregiunea boreală, aria protejată conține 3 habitate naturale: Lacuri și iazuri distrofice naturale, Taiga vestică, Mlaștini turboase de tranziție și turbării mișcătoare.
La baza desemnării sitului se află o specie protejată de  amfibieni: triton cu creastă (Triturus cristatus).